# Martin Rassau

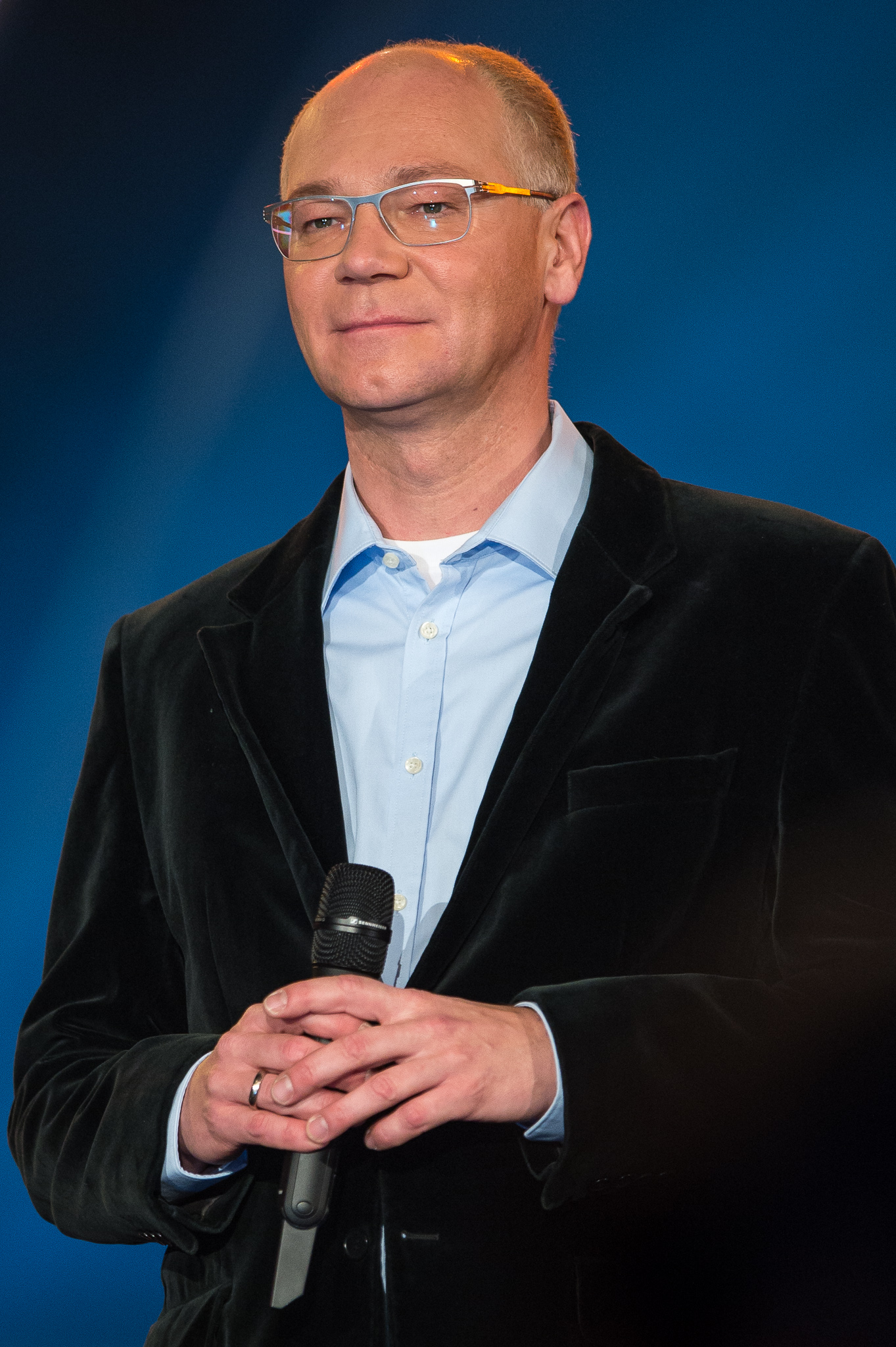
Martin Rassau (2014)

Martin Rassau (* 3. Januar 1967 in Fürth) ist ein deutscher Kabarettist und Komödiant sowie Theater-Unternehmer.

## Leben
1990 traf Rassau zum ersten Mal mit Volker Heißmann auf der Bühne zusammen. Bereits ein Jahr später gründeten sie in Nürnberg eine eigene Kleinbühne. Ihre Zusammenarbeit verlief so erfolgreich, dass sie schon nach kurzer Zeit an einem anderen Standort die Kleine Komödie Fürth mit 280 Plätzen eröffnen konnten. Dies war auch ihrem Bühnenprogramm zu verdanken, in dem sie als komisches Pärchen zusammenarbeiteten. Ab 1996 hatten sie als Die Kaltengrubers einen regelmäßigen Platz im lokalen Rundfunk als Comedy-Einlage. 1997 wurden sie dann in der fränkischen Fastnacht zu dem Witwenpärchen Waltraud und Mariechen und sind seitdem fester Bestandteil der Sendung Fastnacht in Franken im unterfränkischen Veitshöchheim.
Wurzel des Erfolgs ist ein vorwiegend derber Humor im fränkischen Regiolekt, dem Volkstheater häufig näher als dem Kabarett, und eine weitgehend feste Rollenverteilung, die Rassau als arrogante(n) Besserwisser(in) und Heißmann als dümmlichen, gerne auch schielenden Naivling einsetzt. 
1998 konnten Rassau und Heißmann einen persönlichen Traum wahr machen und in ihrer Heimatstadt Fürth aus dem baufälligen, aber stadthistorisch bedeutsamen Berolzheimerianum ein größeres Theater mit Erlebnisgastronomie gründen, die Comödie Fürth. Dieses Theater entwickelte sich in kürzester Zeit zum Anlaufpunkt für namhafte Künstler aus dem ganzen Bundesgebiet, im überwiegenden Teil aus dem Genre des Boulevardtheaters. Im September 2019 war die Premiere von "Die lustige Witwe", die mit Heißmann und Rassau und dem Musiker Thilo Wolf als Jazz-Operette auf die Bühne der Comödie Fürth gebracht wurde. 
2000 wagten sie dann den Sprung auf die Leinwand. Mit dem selbstproduzierten und -vertriebenen 6 auf See, einem episodischen Komödienfilm, konnten sie sowohl in den regionalen Kinos als auch später im Bayerischen Fernsehen Achtungserfolge erzielen. In den kommenden Jahren vergrößerten sie durch Auftritte, Moderationen und Veranstaltungen in Hörfunk und Fernsehen weiter ihre Popularität. Mittlerweile verschaffen sich Martin Rassau und Volker Heißmann auch Bekanntheit über den bayerischen Raum hinaus, so von 2006 bis 2015 als fester Bestandteil des Musikantenstadl mit Andy Borg.
Im März 2017 wurde Martin Rassau gemeinsam mit Volker Heißmann beim ersten Bayerischen Dialektpreis mit einem Sonderpreis geehrt. Am 27. Juni 2018 erhielt er den Bayerischen Verdienstorden. Ebenfalls 2018 ernannte ihn die Initiative Kulturerbe Bayern gemeinsam mit Volker Heißmann zum Kulturerbe Bayern-Botschafter. 2024 erhält er zusammen mit Volker Heißmann den Karl-Valentin-Orden von der Münchner Faschingsgesellschaft Narrhalla.